# Anactinia pelagica
Espèce
Anactinia pelagica est une espèce de cérianthe (embranchement des cnidaires) de la famille des Arachnactidae.

## Systématique
L'espèce Anactinia pelagica a été décrite en 1909 par le zoologiste écossais Nelson Annandale (1876-1924),.

## Répartition
Anactinia pelagica est une espèce marine dont la localité type se situe dans le golfe du Bengale.

## Description
Dans sa description de 1909, l'auteur indique que le plus grand spécimen en sa possession mesurait 12 mm de long et présentait un diamètre de 4 mm au niveau du péristome.

## Publication originale
- (en) N. Annandale, « A Pelagic Sea-Anemone without Tentacles », Records of the Indian Museum, Calcutta, vol. 3, no 2,‎ 1909, p. 157-162 (ISSN 0375-099X, OCLC 1427183, DOI 10.26515/RZSI/V3/I2/1909/163269, lire en ligne).